# Tschechische Badmintonmeisterschaft 2020
Die Tschechische Badmintonmeisterschaft 2020 fand vom 31. Januar bis zum 2. Februar 2020 in der Městská Sportovní Hala in Pilsen statt.

## Medaillengewinner
| Disziplin    | Gold                             | Silber                            | Bronze                             |
| ------------ | -------------------------------- | --------------------------------- | ---------------------------------- |
| Herreneinzel | Jan Louda                        | Adam Mendrek                      | Milan Ludík                        |
| Herreneinzel | Jan Louda                        | Adam Mendrek                      | Ondřej Král                        |
| Dameneinzel  | Tereza Švábíková                 | Kateřina Tomalová                 | Sabina Milová                      |
| Dameneinzel  | Tereza Švábíková                 | Kateřina Tomalová                 | Coppenolle Tallulah Van            |
| Herrendoppel | Jaromír Janáček Tomáš Švejda     | Lukáš Holub Jan Hubáček           | Matěj Hubáček Vít Kulíšek          |
| Herrendoppel | Jaromír Janáček Tomáš Švejda     | Lukáš Holub Jan Hubáček           | Petr Beran Jindřich Kukač          |
| Damendoppel  | Alžběta Bášová Michaela Fuchsová | Magdaléna Lajdová Denisa Šikalová | Lucie Krpatová Kateřina Zuzáková   |
| Damendoppel  | Alžběta Bášová Michaela Fuchsová | Magdaléna Lajdová Denisa Šikalová | Tereza Kobyláková Pavlína Krpatová |
| Mixed        | Jakub Bitman Alžběta Bášová      | Pavel Drančák Magdaléna Lajdová   | Michal Hubáček Denisa Šikalová     |
| Mixed        | Jakub Bitman Alžběta Bášová      | Pavel Drančák Magdaléna Lajdová   | Matěj Hubáček Berta Ausbergerová   |